# La Chapelle-au-Riboul
La Chapelle-au-Riboul – miejscowość i gmina we Francji, w regionie Kraj Loary, w departamencie Mayenne.
Według danych na rok 1990 gminę zamieszkiwały 452 osoby, a gęstość zaludnienia wynosiła 35 osób/km² (wśród 1504 gmin Kraju Loary La Chapelle-au-Riboul plasuje się na 868. miejscu pod względem liczby ludności, natomiast pod względem powierzchni na miejscu 874.).